# Bland köner och drängar i Motala
Bland köner och drängar i Motala är titeln på en samling kåserier av Ulf Holmertz. Kåserierna publicerades ursprungligen i Motala & Vadstena Tidning på lördagar, men blev väldigt omtyckta och därför valde man att ge ut dem i bokform. I boken har kåserierna illustrerats av konstnären Christer Sööder.
Samlingen gavs ut av Motala Tidning år 2003.
Kåserierna handlar om allt från nyponsoppa och fiskenät till gamla klockor och jeans. En röd tråd är att kåserierna ofta utspelar sig i eller omkring Motala under 1950-, 60- eller 70-talet och är skrivna i "jag"-form.